# 柿本権一郎
柿本 権一郎（かきもと ごんいちろう、1891年3月18日 - 1977年2月28日）は、日本の海軍軍人。最終階級は海軍少将。

## 経歴
農業・柿本助五郎の息子として生れる。五条中学校を経て、1913年12月、海軍兵学校（41期）を卒業。2年次に学術優等章を授与された。翌年12月、海軍少尉任官。1920年11月、海軍水雷学校高等科を卒業し、第2水雷戦隊付兼参謀などを経て、1925年11月、海軍大学校（甲種23期）を卒業した。
「比叡」通信長、佐世保鎮守府付、「霧島」通信長、軍令部出仕（第2班第4課）、水雷学校教官、海軍通信学校教官、海軍技術研究所員、艦政本部出仕、欧米出張、軍令部出仕（第4班第10課）などを経て、1935年11月、海軍大佐に進級。この間の1929年に日本初の暗号機械の製作に成功し、この機械はロンドン海軍軍縮会議で使用された。
横須賀鎮守府付、「間宮」艦長、「高崎」「剣埼」の各艤装員長、軍令部出仕兼第4部第11課長、兼大本営通信部第12課長、軍令部課長、軍令部特務班長、兼第1連合通信隊司令官、大本営通信部特務班長などを務め、1941年10月に海軍少将となった。1944年12月、予備役に編入された。
のち二光電気社長に就任した。